# Sergueï Kolossov
Sergueï Nikolaïevitch Kolossov (en russe : Серге́й Никола́евич Ко́лосов), né le 27 décembre 1921 à Moscou et mort le 11 février 2012 également à Moscou, est un réalisateur, scénariste et metteur en scène soviétique puis russe. Artiste du peuple de l'URSS en 1988.

## Biographie
Sergueï Kolossov naît à Moscou. À la fin de ses études secondaires en 1939, il s'engage dans l'Armée rouge et suit une formation dans une école d'officiers. Il participe aux opérations militaires de la guerre d'Hiver et de la Seconde Guerre mondiale. Il rejoint les rangs du PCUS en 1945.
En 1948-1951, parallèlement à ses études à l'Académie russe des arts du théâtre, il travaille comme assistant du metteur en scène au Théâtre académique central de l'Armée russe. Après le spectacle de fin d'études Les Héritiers de Sergueï Lvov, il reçoit son diplôme en 1952 et commence sa carrière professionnelle au théâtre de la Satire. En 1955, il devient réalisateur des studios Mosfilm.
En 1960, il participe à la fondation de l'unité consacrée au tournage de téléfilms au sein du Mosfilm.
Kolossov est membre de l'Union cinématographique de l'URSS à partir de 1962.
Mort d'un accident vasculaire cérébral le 11 février 2012 à Moscou, Sergueï Kolossov est enterré au Cimetière de Novodevitchi.

## Vie privée
Sergueï Kolossov est marié avec l'actrice Lioudmila Kassatkina qui apparaît dans plusieurs de ses films. Ensemble ils ont un fils, Alexeï Kolossov (né en 1958), musicien de jazz.

## Distinctions
- Ordre de la Guerre patriotique de 1re classe : 1945
- Médaille pour la victoire sur l'Allemagne : 1945
- prix du Komsomol : 1968
- Ordre de l'Insigne d'honneur : 1971
- Artiste du peuple de la RSFSR : 1977
- ordre du Drapeau rouge du Travail : 1986
- Artiste du peuple de l'URSS : 1988
- ordre du Mérite pour la Patrie de 3e classe : 1996
- Ordre de Saint-Serge de Radonège de 3e classe : 2001
- ordre du Mérite pour la Patrie de 2e classe : 2007

## Filmographie partielle
- 1961 : La Mégère apprivoisée (Укрощение строптивой, Ukroshchenie stroptivoy)
- 1962 : Nouvelle cubaine (ru) court métrage
- 1966 : Douchetchka (Душечка)
- 1967 : Opération Trust (Операция « Трест »), téléfilm
- 1972 : Sveaborg (ru)
- 1974 : Souviens-toi de ton nom (Zapamiętaj imię swoje)
- 1982 : Mère Marie (Мать Мария, Mat Maria)
- 1985 : Chemins d'Anna Fierling (Дороги Анны Фирлинг, Dorogi Anny Firling), téléfilm
- 1993 : Rupture (Раскол, Raskol), téléfilm